# 낭백오
낭백오(浪白澳, Lampacau 혹은 Lampacao)는 주강삼각주(珠江三角洲, Pearl River Delta)의 한 섬이다. 16세기 중국과 포르투갈 간의 무역에 있어 중요한 역할을 수행하였다. 주강에서 흘러나온 퇴적물이 침전되어 현재는 더 이상 섬이 아니라 더 큰 섬의 일부가 되었다.

## 위치
낭백오의 정확한 위치는 이 지역 역사지리학에 있어서의 의문점이었다. 16세기 이래로 해안선과 지명이 상당히 많이 바뀌어 왔기 때문이다. 당시 포르투갈 지도들은 마카오(Macao, Macau) 서쪽에 있으며, 상천도(上川島, 포르투갈어 São João)와 마카오가 떨어진 정도보다는 더 가깝게 마카오로부터 떨어져 있다고 표기되어 있다. 장청신(Chang Tseng-hsin)의 연구에 의하면, 중국어와 서구 사료를 모두 이용, 낭백오는 인근 연만산(連灣山)이라는 섬과 연결된 적이 있다고 보고 있다. 따라서 연만이라는 이름은 완전히 새로운 보다 큰 섬을 지칭하는 것이 되었으며, 낭백오라는 이름은 연만산을 문만산(文灣山)이라는 섬과 구분하는 좁은 해협을 지칭하게 되었다. 이는 오늘날 주해시(珠海市) 금만구(金灣區)에 위치하게 되며, 마카오로부터 서쪽으로 30km 정도 떨어져 있으며, 마카오보다는 주해금만공항(珠海金灣機場,Zhuhai Jinwan Airport)에 더 가깝다.

## 명칭
100여 년동안 낭백오의 정확한 이름이 무엇인지에 대한 활발한 토론이 있었다. 최근 문헌 조사로서는 비텍 등(Witek & al)의 조사가 있다. 그것은 대부분 포르투갈어로 된 유럽어 자료들 속에서 낭백오를 가리키는 것이라고 입증된 다양한 철자법들을 다음과 같이 나열하였다. Lampacau, Lampacam, Lam Puk, Lanpacan, Lampachan, Lampchào, Lamapacào, Lamapzan, Lanpetan, Lampaço; 당시 관화(Mandarin)로는 Lan-pai-kao, 광동어로는 Long-pa-kao, 기타 Langpetsao. 이들은 滘(땅 이름 교·규)라는 한자(광동어 발음 "gaau³". 보통화 발음 "jiao")는 광동어에서만 사용하는 한자로, 표준 중국어 사전에는 잘 없는 것이라고 지적하였다. 따라서 대부분의 중국 문헌에서 낭백오에 대한 이름은 다르게 표기되었을 것이 당연한 것이었다. 현대 중국어에서는 "	浪白澳(Langbaiao)", "浪白竈 혹은 浪白灶(Langbaizao)", "浪白滘(Lanbaijiao)"로 표기된다.

## 역사
포르투갈 연안 무역 중심이 상천도에서 주강삼각주 내 낭백오로 옮겨오면서, 1550년대 낭백오는 국제 교역에 있어 중요하였다. 로드리히 프탁(Roderich Ptak)은 낭백오가 삼판(三板, sampan)이나 광동 내륙으로 여행하는 내륙하천용 선박에서 화물을 적재하거나 하적하기 더 편리하였다고 본다. 그러나 포르투갈 교역 기지가 마카오로 옮겨가면서, 1560년대에는 낭백오의 중요성은 짧은 시간만에 사라지게 된다.

## 같이 보기
- 포르투갈령 마카오(Portuguese Macau)
- 내영정도(內伶仃島, 일명 Lintin Island) & 상천도(Shangchuan Island, 일명 St John's Island)
- 1554년 포르투갈-명 조약(Luso-Chinese agreement in 1554)
- 엘피냘(El Pinal)

## 필기
1. ↑  Langbaijiao is the preferred spelling of Witek and Sebes[5][6]

## 참고

### 인용
1. ↑  Ptak (1992).
2. ↑  Witek & Sebes (2002), 86쪽.
3. ↑  Morrison, John Robert,  |제목=이(가) 없거나 비었음 (도움말).
4. ↑  Witek & Sebes (2002), 86쪽.
5. ↑  Witek & Sebes (2002), 83, 86쪽.
6. ↑  Witek & Sebes (2002), 257–271쪽.
7. ↑  Ptak (1992).
8. ↑  Ptak (1992).

### 문헌
- Ptak, Roderich (1992), “Early Sino-Portuguese relations up to the Foundation of Macao”, 《Mare Liberum, Revista de História dos Mares》 (Lisbon) (4)
- Witek, John W.; Sebes, Joseph S., 편집. (2002), 《Monumenta Sinica I (1546-1562)》, Monumenta Historica Societatis Iesu, vol. 153, Rome: Institum Historicum Societatis Iesu, ISBN 978-88-7041-153-9